# 代頓 (愛達荷州)
代頓（英語：Dayton）是一個位於美國愛達荷州富蘭克林縣的城市。

## 地理
代頓的座標為42°06′42″N 111°59′06″W / 42.11167°N 111.98500°W，而該地的平均海拔高度為1470米（即4823英尺）。

## 人口
根據2010年美國人口普查的數據，代頓的面積為17.13平方千米，當中陸地面積為17.03平方千米，而水域面積為0.10平方千米。當地共有人口463人，而人口密度為每平方千米27.03人。